# Pithecia inusta
Pithecia inusta  is een zoogdier uit de familie van de sakiachtigen (Pitheciidae). De wetenschappelijke naam van de soort werd voor het eerst geldig gepubliceerd door Johann Baptist von Spix in 1823.

## Voorkomen
De soort komt voor in centraal Peru en in het westen van de Braziliaanse deelstaat Acre.